# ハンティリ1世
ハンティリ1世（Hantili I, ? - 紀元前1520年頃?）は、ヒッタイトの大王。先王ムルシリ1世を殺して王位を簒奪したが、同様にツィダンタ1世に殺害され王位を奪われた。

## 事績

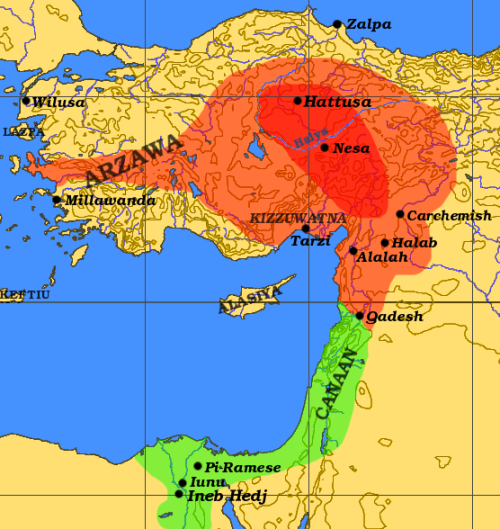
ハンティリ１世当時のヒッタイト王国の版図（濃赤色）。橙色はヒッタイト新王国（帝国）期、緑色はエジプトの版図

ハンティリは大王ムルシリ1世の妹ハラプシリの夫であった。ムルシリは祖父ハットゥシリ1世により王位に据えられたものの、ヒッタイト貴族にはこの継承に同意していない者が多かったと思われる。ムルシリが長駆バビロンに遠征している間、貴族の一部は謀反を計画した。この陰謀にムルシリの義兄弟にあたるハンティリと、ハンティリの娘婿にあたるツィダンタも加わった。おそらく紀元前1530年頃、ムルシリが遠征から帰還した際に謀反は実行され、「ツィダンタとハンティリは宮殿に赴き、悪事を働いてムルシリを殺害した」と伝えられている。
こうしてハンティリが新たな王になった。ハンティリの謀反の原因はおそらく個人的怨恨か王位への権力欲であったと思われる。なぜならハンティリはハットゥシリの政策をそのまま継承しているからである。ハンティリはカルケミシュに軍を進めてフルリ人と戦った。フルリ人はハットゥシリが退却したのちヒッタイト領を荒らしていたためであるが、この遠征の成否は不明である。
ハンティリはその在位中に妻と複数の息子を失っているが、その死因は不明である。その後もハンティリは王位にあったが、息子のピシェニを後継者に指名しようとしたためツィダンタに殺害され、王位を簒奪された。